# Ikarus 60TCS
Ikarus 60TCS — венгерский сочлененный высопокольный троллейбус, производившийся с 1962 по 1964 год на заводе Ikarus.

## История
Разработка первого отечественного шарнирно-сочленённого троллейбуса, призванного заменить троллейбусы с прицепами, началась в 1959 году. Опытный экземпляр шарнирно-сочленённого трёхосного троллейбуса, получивший обозначение Ikarus 60TCS (в переводе с венг. Csuklós — сочленённый), был построен в 1960 году в результате модернизации одиночного троллейбуса Ikarus 60T с бортовым номером T283. Сочленённому троллейбусу был присвоен бортовой номер T400. Его испытания продолжались до 8 мая 1961 года, после чего опытный экземпляр Ikarus 60TCS был передан в пассажирскую эксплуатацию на маршрут 70A. Ikarus, в пору выпускавший только одиночные автобусы и отдельные прицепы к ним, испытывал прочный интерес к созданию полноценных сочленённых автобусов со сквозным проходом между тягачем и прицепом. Опыт по постройке узла сочленения для опытного экземпляра Ikarus 60TCS оказался удачным, и в дальнейшем лёг в основу для производства линейки сочленённых автобусов Ikarus 180-й и 200-й серий.
В 1962—1964 годах 54 троллейбуса Ikarus 60T прошли аналогичную модернизацию в сочлененные троллейбусы модели Ikarus 60TCS, но без добавления дополнительной задней оси в прицепе. Модернизация одиночного троллейбуса в сочленённый заключалась в осуществлении глобальной перестройки тягово-сцепного устройства в полноценный узел сочленения с обустройством сквозного прохода для перемещения пассажиров между двумя частями машины. Первоначально троллейбусы были окрашены в различные цвета, включая зеленый и оранжевый, но к концу 1960-х годов их окрас вернулся к однородной смеси бордового и масляного цветов.
Троллейбусы Ikarus 60TCS эксплуатировались в Будапеште до 1976 года. Его преемником стал троллейбус Ikarus 280T, серийное производство которого было налажено в 1975 году после достижения договорённостей с советским заводом ЗиУ на поставку электрооборудования.